# 헤어 익스텐션

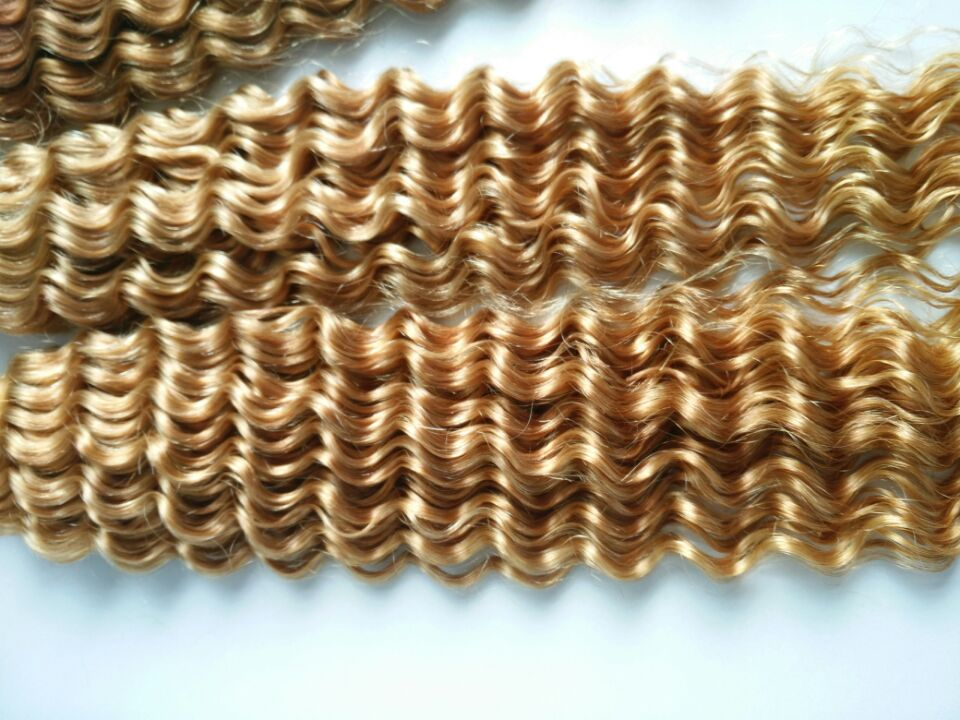

붙임머리(영어: artificial hair integration, hair weaves, fake hair) 또는 헤어 익스텐션(영어: hair extension)은 머리카락 두피와 가까운 부분에 길이가 긴 다른 머리카락(가발) 피스를 붙이거나 땋기를 하여 머리카락의 길이가 늘어난 것처럼 보이게 해주고 숱을 풍성하게 보여주는 미용기법(가발관리)이다.